# Апогей
Апогей (на латински: apogaeum, от гръцки: ἀπόγαιος – отдалечен от Земята) е апоцентърът на околоземна орбита – точката от околоземна орбитата, която е най-отдалечена от Земята. В астрономията терминът се отнася само за тела, които се движат по затворена орбита около Земята, обикновено за Луната или за изкуствен спътник.

## Други
В преносен смисъл апогей означава най-високата точка в развитието, разцвет, подем. Например: в апогея на кариерата, в апогея на славата.